# 宇部エクシモ
宇部エクシモ株式会社（うべエクシモ）は東京都中央区に本社を置く樹脂製品の製造業者。 光通信関連商品、液晶パネル用部材、2層CCL、FRP製品・包装資材・合成繊維などの開発、製造、販売を行う。UBE（旧：宇部興産）と日東紡績との合弁会社として1966年に設立された。

## 沿革
- 1966年 宇部日東化成株式会社設立
- 1994年 日本証券業協会に株式を店頭登録
- 1996年 東京証券取引所第2部に上場
- 2003年 宇部興産との株式交換により、同社の完全子会社となる
- 2013年 宇部エクシモに商号変更

## 事業所
- 本社: 東京
- 支店: 大阪
- 営業所: 福岡、名古屋、宇部
- 工場: 岐阜、郡山
- 研究所: 岐阜、郡山

## 関連会社
- 有限会社ユーエヌケー工業
- 有限会社ユーエヌケーヤードサービス
- 宇部日東化成（無錫）有限公司